# Perpetuum Jazzile
Perpetuum Jazzile är en slovensk kör bildad 1983. Den startades av Marko Tiran år 1983 som Gaudeamus Chamber Choir. Kören består av både män och kvinnor.
De är internationellt kända för sitt framträdande av den amerikanska musikgruppen Totos hitsång "Africa" från 1982. Körens version som är a cappella har fler än 12 miljoner visningar på Youtube. Den 30 oktober 2009 släppte de även albumet Africa.

## Medlemmar

### Nuvarande
Urša Nina Cigler, Mojca Skaza Novak, Ana Turšič, Anja Košir, Bojana Bergant, Nina Mrak, Valentina Zidar, Melanija Markovič, Monika Papelnjak, Metka Luznar, Mojca Cedilnik, Katarina Dolenc, Jana Gamser, Vanja Budna Evačić, Sandra Feketija, Anže Orehek, Tomaž Cör, Aleš Majerič, Boštjan Usenik, Dominik Štrucelj, Nino Kozlevčar, Samo Vovk, Vanja Dizdarević, Matjaž Filipčič, Luka Černe, Matjaž Rambaher, Jan Trost, Miha Rojko, Rok Kelvišar, Jernej Obreza, Sašo Vrabič, Nataša Jovanović, Aleksandra Lamut, Ana Komlanc, Ana Marčun, Anja Koren, Katja Strle, Kristjan Virtič, Simon Virtič, Andraž Slakan, Matej Virtič, Petra Golob, Liza Pucihar, Maruša Dodič, Mateja Resnik, Špela Žerjal, Tomaž Rojko, Karin Možina, Neta Zalar, Barbara Pihler, Marjeta Lužnik, Irena Kordež, Peder Karlsson, Marko Črnčec.

### Tidigare
Nuška Drašček, Suzana Labazan, Matjaž Čosić, Ksenija Pirc, Vojko Pirc, Marko Tiran, Lina Morgane, Tomaž Kozlevčar.

## Diskografi

### Album
- 2000 - Ko boš prišla na Bled
- 2003 - Pozabi, da se ti mudi
- 2004 - As
- 2006 - Čudna noč
- 2009 - Africa
- 2009 - Perpetuum Jazzile Live